# Vlag van de Región Metropolitana de Santiago

Vlag van de Región Metropolitana de Santiago

De vlag van de Región Metropolitana de Santiago is een van de regionale symbolen van de Chileense regio Región Metropolitana de Santiago, hoewel alleen het wapen officieel is.
De vlag bestaat uit een grijs doek met in het midden het wapen van de Metropolitan Regional Government of Santiago. In sommige media wordt de vlag die wordt gebruikt door de Intendant en de Regionale Raad vaak gebruikt als regionale vlag, hoewel de status ervan niet is gedefinieerd.